# Братовчеди
„Братовчеди“ (на английски: Primos) е американски анимационен сериал по идея на Наташа Клайн и е продуциран от „Дисни Телевижън Анимейшън“. Премиерата му е на 25 юли 2024 г. по „Дисни Ченъл“.

## Озвучаващ състав и герои
- Мирна Веласко – Тейтър Рамирез-Хъмфри[5]
- Мелиса Виласеньор[5] – Нели Рамирез-Хъмфри, сестрата на Тейтър.
- Мишел Ортиз[5] – Биби Рамирез-Хъмфри (майката на Тейтър)
- Джим Конрой[5] – Бъд Хъмфри (бащата на Тейтър) / Визия Тигър
- Анхелика Мария[6] – Маргарита „Буела“ Рамирез

Братовчедите на Тейтър
- Елизабет Грульон[6] – Хулита „Лита“ Перез
- Джонатан Мело[6] – Скутера Перез
- Рик Саймън[6] – Братовчеда Бъд Хъмфри/Игнасио „Големия Начо“ Рамирез младши
- Кристина Вийн Валенцуела – Тере Рамирез / Тонита Рамирез
- Наташа Клайн[6] – Гордита Хъмфри / ЧаЧа Рамирез
- Номи Руиз[6] – Таби Рамирез
- Бека Кю Ко[6] – Лот Лот Рамирез
- Райън Андерсън Лопез[6] – Игнасио „Начито“ Рамирез младши
- Сара Тюбер[6] – Лучита Перез

### Повтарящи се герои
- Кристина Милиция[2] – Бебето Бъд Рамирез-Хъмфри
- Чийч Марин[4] – Дядо Рамирез,
- Дий Брадли Бейкър – Чучи / Гаражния опосум / Жан-Клък Ван Фрийд
- Хорхе Диаз – Скид Малфео / Ла Хамака
- Лиза Коши[6] – Серена
- Мая Моралес – Гуенифър Малфео

### Гостуващи роли
- Джоел Мартинез[3] – Диего Перез
- Марк Консуелос[3] – Иван Рамирез
- Рикардо Чавира[3] – Игнасио Рамирез младши
- Габриел Иглесиас[3] – Густаво Рамирез
- Шери Кола[2] – г-жа Махоуни
- Сара Шемън[2] – Кармела
- Идън Риджъл – Ен Кей Шейнхорм
- Джо Ернандез – Блейн Химбо
- Блу дел Барио – Алекс
- Кайл Маклоклан[2] – Бил

## Критика
След представянето на сериала на фестивала в Анси, Франция, някои критици го обвиняват в расизъм, заради негативните и обидни стереотипи към културата на страните от Латинска Америка.

## В България
В България сериалът се излъчва по локалната версия на „Дисни Ченъл“ на 11 ноември 2024 г. с разписание всеки делник от 16:20 ч.